# Protocolos de Zurique

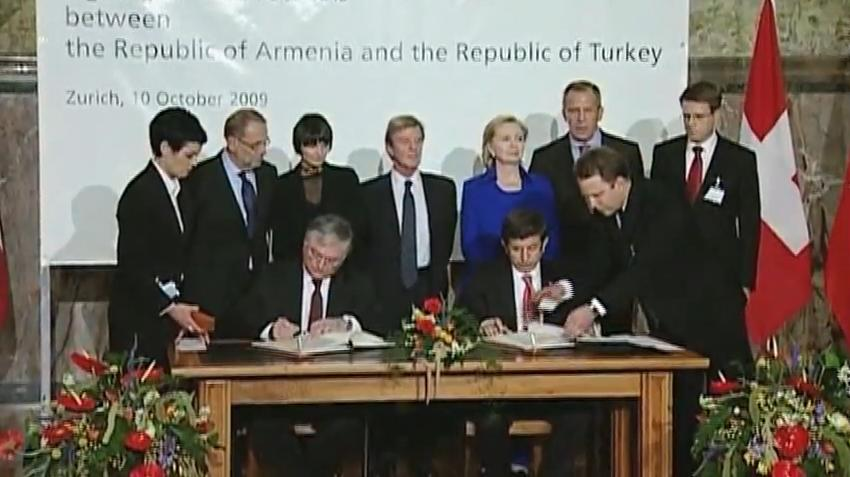
Nalbandyan e Davutoglu assinam o acordo

Os Protocolos de Zurique referem-se a dois protocolos bilaterais assinados em 2009 pela Armênia e pela Turquia que previam iniciar o processo de normalização das relações entre os dois países. Os Protocolos incluíam disposições para o estabelecimento de relações diplomáticas formais, a abertura da fronteira turco-armênia (que está fechada desde 1993) e o estabelecimento de uma comissão histórica conjunta sobre a questão do genocídio armênio. O acordo, que mais tarde provou ser ineficaz, tinha sido mediado pelos Estados Unidos, Rússia e França.
Em 10 de Outubro de 2009, os ministros dos Negócios Estrangeiros, Ahmet Davutoğlu para a Turquia e Eduard Nalbandyan para a Arménia, assinaram em Zurique os dois protocolos, numa cerimónia que contou também com a presença da então secretária de Estado norte-americana, Hillary Clinton, do Alto Representante da UE para a Política Externa e de Segurança Comum, Javier Solana, do ministro francês dos Negócios Estrangeiros, Bernard Kouchner, e do ministro dos Negócios Estrangeiros da Rússia Sergey Lavrov.
Os Protocolos exigiam a ratificação dos parlamentos de ambos os países. Em um esforço para desvincular as questões, os protocolos não mencionaram o conflito entre a Armênia e o Azerbaijão sobre Nagorno-Karabakh. Também não incluíram um prazo para a ratificação.
Em 12 de janeiro de 2010, o Tribunal Constitucional da Armênia aprovou os protocolos, fazendo uma série de observações que a parte turca considerou conter "condições prévias e disposições restritivas que prejudicam a letra e o espírito dos protocolos". O lado turco também começou a vincular o processo de normalização com o conflito de Nagorno-Karabakh, com o primeiro-ministro turco Recep Tayyip Erdoğan afirmando que a fronteira turco-armênia não seria aberta sem a retirada das forças armênias do território do Azerbaijão.
Os Protocolos enfrentaram imensas críticas em ambos os países, com alguns armênios acusando seu governo de vender e alguns na Turquia chateados por os Protocolos não se referirem à questão de Nagorno-Karabakh. Enquanto isso, o Azerbaijão reagiu negativamente aos Protocolos e pressionou a Turquia a não avançar com a aproximação com a Armênia. Assim, os Protocolos definharam nos parlamentos de ambas as nações sem ratificação após sua assinatura.
Em fevereiro de 2015, a parte armênia, representada pelo presidente Sargsyan, lembrou os protocolos do Parlamento, citando a "ausência de vontade política" do lado turco. Então, em dezembro de 2017, citando a falta de qualquer "progresso positivo em direção à sua implementação" pela Turquia, o lado armênio prometeu declará-los nulos e nulos, o que a Armênia fez formalmente em 1º de março de 2018.
Apesar da amargura resultante da paralisação do processo de normalização, alguns autores pensam que os Protocolos de Zurique ainda podem representar um caminho a seguir para o processo de normalização Armênia-Turquia.